# Angry Birds Space
Angry Birds Space — відеогра-головоломка, заснована на фізичних явищах, і п'ята гра у серії відеоігор Angry Birds. Вона розроблена та випущена Rovio Entertainment. Angry Birds Space вийшла 22 березня 2012 року. У грі представлені космічні кораблі NASA, при виявленні яких розблоковуються унікальні рівні.

## Ігровий процес
На відміну від попередніх ігор Angry Birds, сцена вже не є плоскою, натомість містить кілька різних планет, кожна з яких має своє гравітаційне поле, яке впливає на траєкторію птахів після запуску. Існує система прицілювання, яка спрощує націлювання на птахів.
Деякі свині знаходяться в космічних бульбашках, і коли птахи їх зламають, вони замерзають і розбиваються, якщо не потраплять у гравітаційне поле. Як і в грі Angry Birds Rio, у грі Angry Birds Space представлені бої з босами.

## Випуск
У лютому 2012 року Rovio оголосив про нову гру в серії Angry Birds під назвою Angry Birds Space. Angry Birds Space випущена 22 березня 2012 року містить елементи попередніх ігор Angry Birds, а також нову механіку гри. Гра спочатку містила 60 рівнів з додатковими рівнями, доступними для безкоштовних оновлень і з покупками через додаток. Для запуску гри Rovio співпрацював з бездротовим носієм T-Mobile, щоб червона пташка висотою 35 футів опинилася на космічному кораблі.

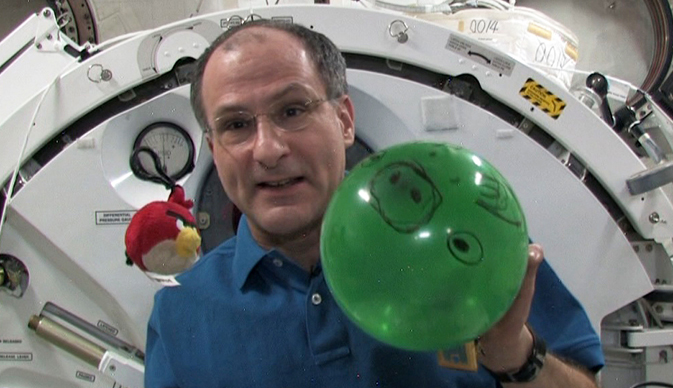
Дональд Петтіт демонструє мікрогравітацію, яку використовували персонажів із «Angry Birds».

8 березня 2012 року було опубліковано нові кадри з Angry Birds Space, представлені астронавтом НАСА Дональдом Петтітом на борту Міжнародної космічної станції. На відео видно, що сцена гри вже не є плоскою, натомість містить кілька різних планетоїдів, кожен з яких має власне гравітаційне поле, яке впливає на траєкторію птахів після запуску. NASA заявляє, що така співпраця з Rovio Mobile може зацікавити космосом глядачів Angry Birds, навчати користувачів програм НАСА та створювати інтерактивний навчальний досвід для громадськості.
Rovio також співпрацювала з Samsung для виходу гри. У випуск були включені безкоштовні рівні небезпечної зони та ексклюзивний рівень для Galaxy Note до 21 червня 2012 року для користувачів Samsung Galaxy тільки після завантаження з Google Play Store або Samsung Apps (тепер Galaxy Apps).
У грі є варіації існуючого персонажа птаха та один новий персонаж, кожен з яких несе свої унікальні здібності. Станом на 1 червня 2012 року з часу запуску гри Angry Birds Space було завантажено загалом 100 мільйонів разів на iOS, Android, ПК та Mac.
У квітні 2012 року було випущено перше оновлення для Angry Birds Space, яке містило «Підсмаж мене на Місяці», новий епізод з 10 новими рівнями. У травні 2012 року було випущено ще одне оновлення з першими 10 рівнями наступного епізоду «Утопія». У червні 2012 року оновлення для версії Android включало «Danger Zone», покупку в додатку з 30 складними рівнями, які раніше були доступні для iOS та Space Eagle. У липні 2012 року Rovio випустив оновлення, що розблокувало решту рівнів в «Утопії», а також 10 нових рівнів бонусів. 23 серпня 2012 року було випущено оновлення, що містить перші 20 рівнів наступного епізоду під назвою «Червона планета» у поєднанні з посадкою ровера Curiosity, який космічні свині викрадають для своїх цілей. 1 листопада Angry Birds Space був оновлений до «Червоної планети» та додав по одному бонусному рівню Space Eagle для кожного епізоду. Вони розблоковуються, отримуючи 100 % на кожному рівні за допомогою космічних орлів. 10 січня 2013 року в оновлення додано «Pig Dipper», який демонстрував фізику води та включає боротьбу босів проти підводного човна King King Pig. Оновлення також представляє нові джерела живлення: зграя птахів, яка запускає чотири невеликі версії птаха з активованим живленням, свинячий пуффер, який надуває певних свиней за рівнем, і космічне яйце, яке є яйцем що знищує все, на чому воно приземляється. 7 березня 2013 року легендарний рок-музикант Slash створив власну музику на тему « Angry Birds Space» . 13 вересня 2013 року Rovio випустив «Космічні кристали», куди додають кристали та зламані кристалічні планети. 5 червня 2014 року Rovio додав «Beak Impact», який додає 40 рівнів та 10 бонусних рівнів. 21 січня 2015 року Ровіо випустив «Дзеркальні світи» та «Латунні свинячі», які додають дзеркальні рівні кожного рівня (крім яйцеклітин, небезпечної зони та Сонячної системи) та 30 рівнів латунних свиней. Це оновлення також представило нове джерело живлення, Wingman з Angry Birds Friends та Froot Loops Bloopers, який має 5 тематичних рівнів, і Тукан Сем замість Space Eagle для реклами Kellogg's. Він також додає 5 рівнів для спроб живлення та щоденних місій щодня, три щодня, щоб розблокувати рівні Латунні Хоги.

## Відгуки
Гра отримала загалом сприятливі відгуки з оцінкою Metacritic 83/100 на основі 30 переглядів. Джастін Девіс, пишучи для IGN, дав гру оцінку 8,5 / 10, назвавши ціноутворення та фізику невтішними, але зробивши висновок, що «жоден випуск не погіршує загальний коефіцієнт якості та забави гри». Гаррі Слейтер з Pocket Gamer подумав, що гра «настільки ж весела, як і її попередник», додавши, що у неї «достатньо нових концепцій, щоб розважати навіть найжорсткіших шанувальників».
Гра була завантажена 50 мільйонів разів за 35 днів. За словами Rovio, це зробило гру найшвидше зростаючою мобільною грою.